# Kłodawa

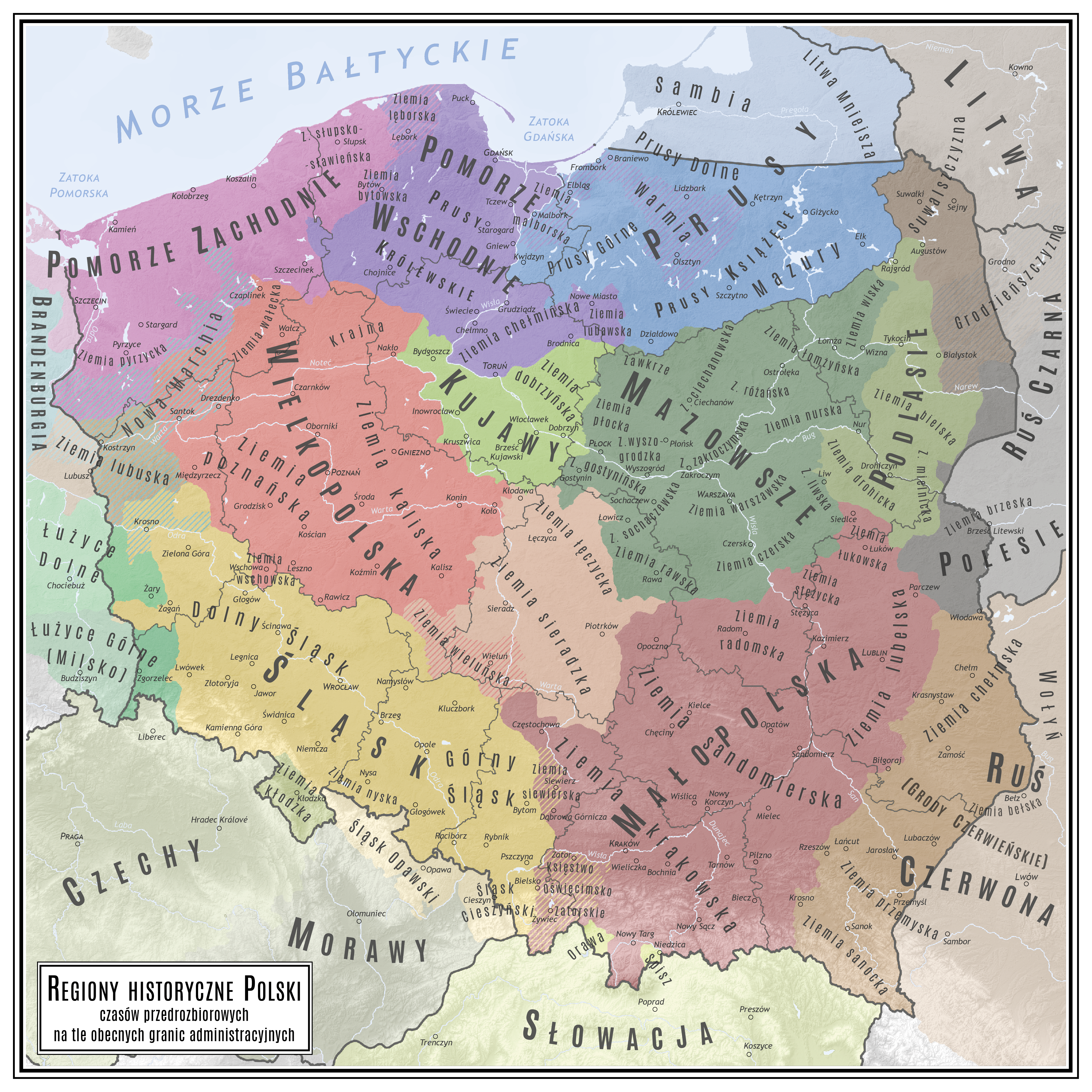
Kłodawa, ziemia łęczycka i inne krainy historyczne Polski na tle współczesnych granic administracyjnych

Kłodawa – miasto w Polsce w województwie wielkopolskim, w powiecie kolskim, siedziba gminy miejsko-wiejskiej Kłodawa. W latach 1975–1998 miasto administracyjnie należało do województwa konińskiego.

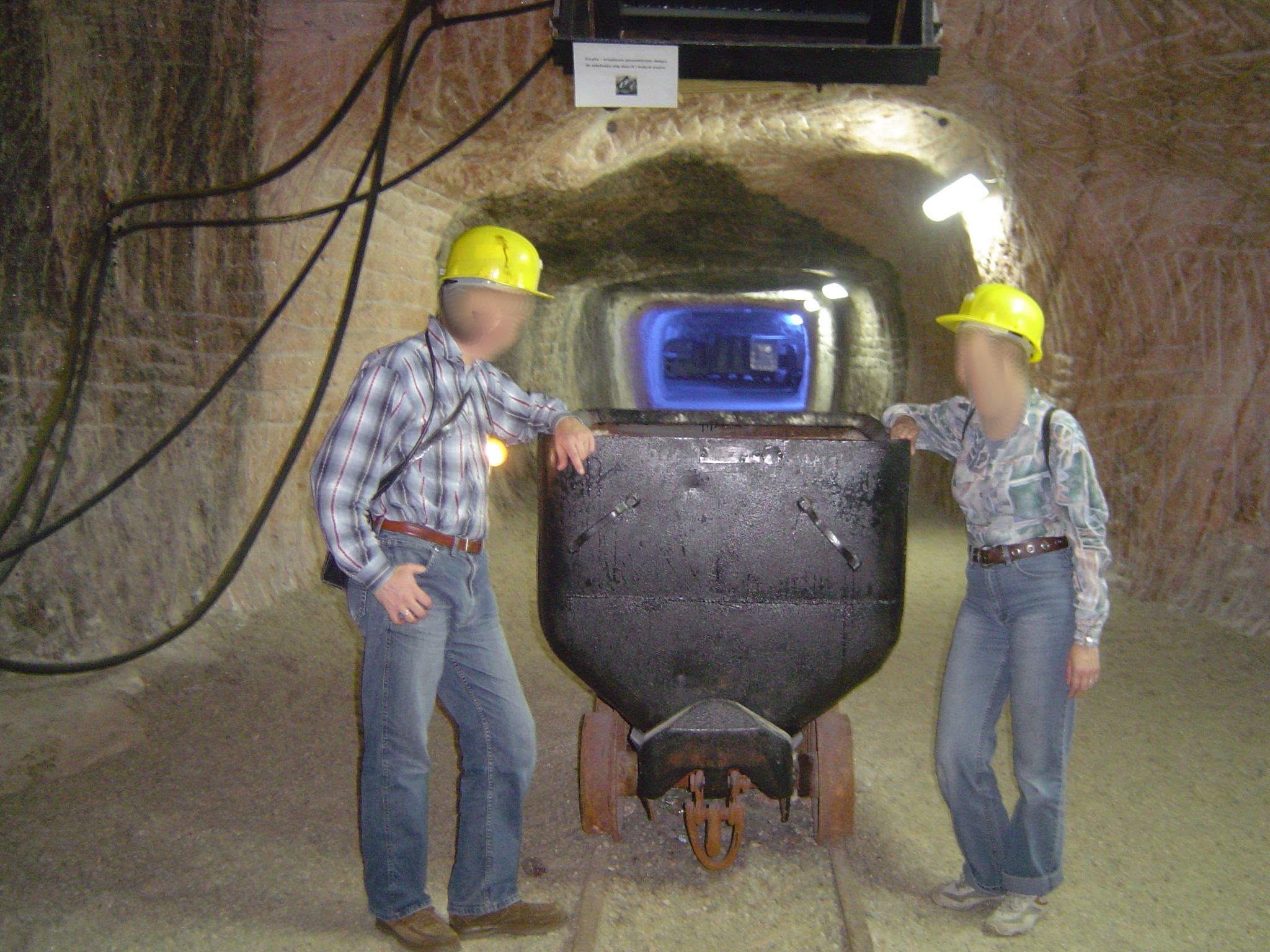
Górnicy kłodawscy

Kłodawa leży w historycznej ziemi łęczyckiej, na Wysoczyźnie Kłodawskiej, nad Rgilewką (dopływ Warty). W mieście znajduje się największa w Polsce czynna kopalnia soli (sól kamienna, sól potasowa i sól magnezowa), a zarazem jest tam  najgłębsza podziemna trasa turystyczna w kraju (600 metrów).
Kłodawa była małą osadą przykościelną powstałą w XI w. Kłodawa uzyskała lokację miejską przed 1383 rokiem, zdegradowana w 1870 roku, ponowne nadanie praw miejskich w 1925 roku. Była miastem królewskim Korony Królestwa Polskiego w starostwie przedeckim w powiecie łęczyckim województwa łęczyckiego w końcu XVI wieku. Prawa miejskie uzyskała przed 1430, utraciła w 1870, w 1925 odzyskała. Znacznie zniszczona podczas wojen w XVII w. i podczas II wojny światowej (zginęło ponad 3 tys. mieszkańców). Na przedmieściach znajduje się cmentarzysko z okresu kultury łużyckiej. Kościoły: drewniany z 1557 i późnobarokowy (1718–1765) z dawnym klasztorem karmelitów.

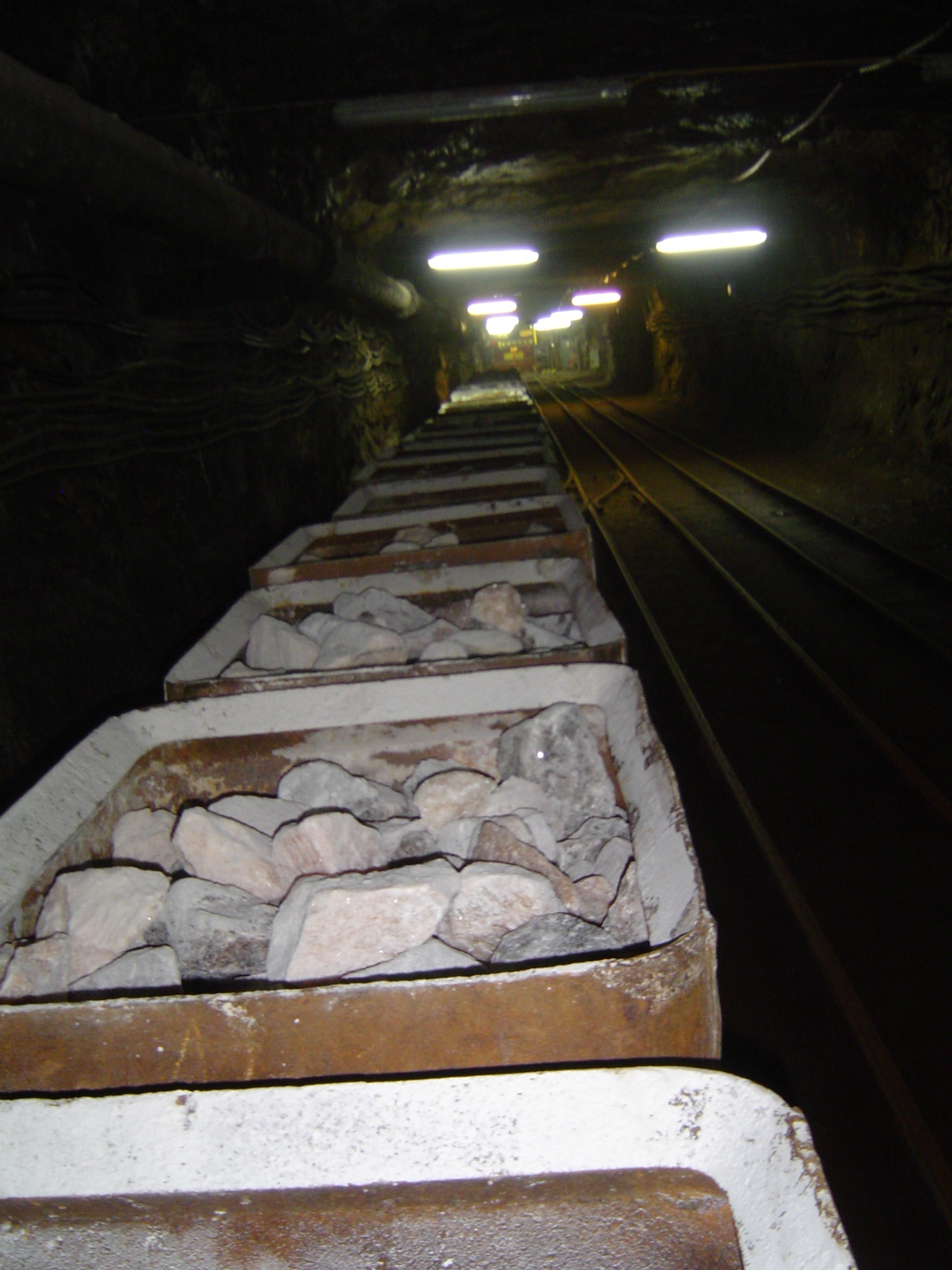
Kopalnia Soli w Kłodawie

## Historia
Pierwsze ślady osadnictwa sprzed 4000 lat odkryto we wsi Słupeczka, zaś sprzed 2500 – w Starej Kłodawie. Była to kultura łużycka. Samo miasto Kłodawa położone jest nad rzeką Rgilewką (dopływ Warty), inaczej zwaną Kłodawicą. Nazwa miasta pochodzi od wyrazu „kłoda”, które oznaczało legowisko zwierzyny leśnej, zawalone drzewem i pilnowane przez „zakłodników”. Nazwy pobliskich miejscowości (Pomarzany, Radzyń) świadczą, że ludność napływała do miasta z północnej Polski. Za czasów Piastów tereny te porośnięte były gęstymi lasami, a królowie chętnie przybywali tu na polowania. Miasto należało do województwa łęczyckiego.

### Królowie otaczają miasto swoją opieką
Już w 1085 roku książę Władysław Herman nakazał zbudować w Kłodawie kościół, będąc wdzięcznym za narodziny swojego syna, Bolesława. Takie budynki wznoszono również w innych miastach Polski. Kościołowi nadano imię patrona, świętego Idziego. Jego budowa znacznie zwiększyła napływ rzemieślników do miasta. Królem, który szczególnie lubił te strony, był Władysław Jagiełło. W 1387 roku przeznaczył  probostwo kłodawskie na uposażenie biskupów wileńskich, którzy tak długo je trzymali aż póki lepiej uposażeni nie zostali. Na jednym ze zjazdów koronnych w Łęczycy w 1409 roku wydał przywilej, uwalniający mieszkańców Kłodawy od dostarczania podwód dla posłańców i sokolników królewskich. Zastrzegał, że kiedy jego żona, Jadwiga, będzie przebywać w mieście, Kłodawiacy zobowiązani są zapewnić jej kilka wozów i kuchnię królewską. W 1429 roku do Kłodawy przybywają kanonicy laterańscy regularni. Monarcha, zanim zmarł, spełnił ogromne marzenie mieszczan i 9 sierpnia 1430 roku nadał Kłodawie prawa miejskie na prawie magdeburskim. Nadał jeszcze jeden przywilej miastu: zapewnił swobody miejskie mieszkańcom, uwalniając ich od ciężarów dawnego prawa polskiego. Miastu nadawano odtąd ustawy magdeburskie. Na czele miasta stanął wójt, który miał za zadanie sądzić mieszczan. Pomagali mu w tym ławnicy. Rozwojowi miasta sprzyjał również kolejny król, Kazimierz IV Jagiellończyk. W 1455 roku uwolnił miasto od wszelkich ceł i opłat targowych. Było to wtedy jedno z największych miast województwa. Król chętnie przebywał w Kłodawie, gdyż na północy toczono wojnę o brzegi Bałtyku. W 1458 roku miasto wystawiło aż 20 pieszych podczas wojny trzynastoletniej. W 1464 roku wybuchła morowa zaraza. Rok później w Kłodawie wybuchł ogromny pożar, król Kazimierz IV, odwiedził zgliszcza i dopomógł miastu naprawić szkody, wydał również zgodę na budowę szpitala. Nadał Kłodawie wójtostwo. W mieście zbierały się większe zgromadzenia szlachty i duchowieństwa. Wiece były zwykle spowodowane konfliktami z Turcją. W 1485 roku zwołano sejmik szlachty wielkopolskiej.
W XV wieku w Kłodawie istniała szkoła podległa Akademii Krakowskiej. Wykładał w niej m.in. Sędziwój z Czechla. 
Punktem kulminacyjnym świetności Kłodawy było panowanie Zygmunta Starego, który zatwierdził  w Krakowie wszystkie dotychczas nadane przywileje, a po kolejnym pożarze uwolnił mieszczan od płacenia czynszu z placów i domów; później także od reszty czopowego. Pozwolił na wykopanie studni pośrodku rynku.

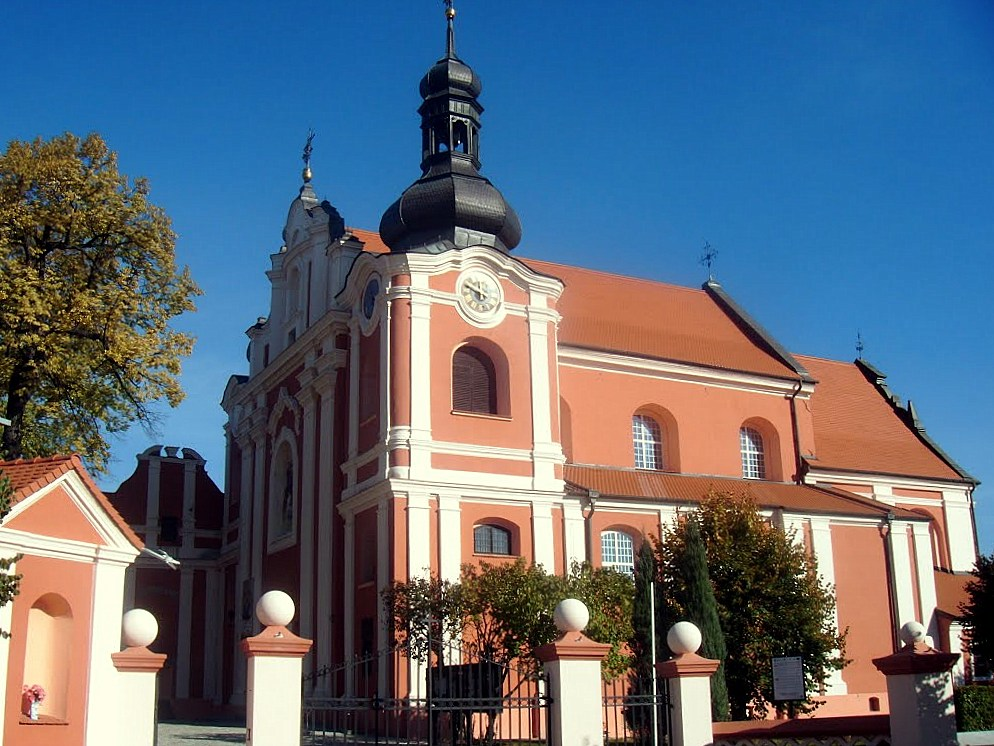
Kościół Wniebowzięcia NMP

W 1535 roku miasto nawiedziła kolejna klęska pożaru, który zniszczył jego znaczną część. Delegacja wybrała się do króla, aby zlitował się nad miejską tragedią. Wszystkie te prawa potwierdził syn monarchy, Zygmunt August. Uwolnił mieszczan od wszelkich „foraliów” i różnych innych opłat. W czasie bezkrólewia znów nawiedził miasto pożar. Zwolnienie od wszelkich opłat (chyba już tradycyjne) nastąpiło zaraz po koronacji kolejnego króla, Stefana Batorego. Pozwolił wystawić nowy ratusz, gdy stary uległ znacznemu zniszczeniu. Zygmunt III Waza zezwolił na budowę mostu na rzece Rgilewce. W latach 1516–1762 kłodawska szkoła kolegiacka stała się filią Akademii Krakowskiej. W 1539 roku tutejsi rzemieślnicy tworzyli cechy: kowali, ślusarzy, mieczników, rymarzy, igielników, kotlarzy, siodlarzy, konwisarzy i czapników. W czasie potopu szwedzkiego Kłodawa została doszczętnie zniszczona i mimo pomocy władców nie była w stanie przez bardzo długi okres wrócić do dawnej świetności. Ruinę przypieczętowała zaraza w 1708 roku. W latach 1718–1755 budowano w mieście kościół parafialny, obecnie pod wezwaniem Wniebowzięcia Najświętszej Marii Panny w Kłodawie. Ostatnie łaski nadawał miastu Stanisław August Poniatowski. Według niektórych źródeł, w 1788 roku wybuchło tu 151 pożarów.
W roku 1793 znajduje się na ziemiach zabranych II zaborem pruskim. W tym samym roku w miejscowości było czynnych pięć wiatraków i olejarnia. W 1807 roku wchodzi w skład Księstwa Warszawskiego, a w 1815 roku – Królestwa Polskiego, odtąd pod zaborem rosyjskim.
W 1818 roku rozebrano kolegiatę Świętego Idziego, a cegły z jej rozbiórki wykorzystano na budowę budynku ratusza miejskiego. Zabytkowa drewniana dzwonnica, znajdująca się przy zlikwidowanym kościele, została przeniesiona na cmentarz parafialny. W 1866 roku nastąpiła kasacja zakonu kanoników regularnych laterańskich, a wkrótce Kłodawa utraciła prawa miejskie. W 1897 roku powstała pierwsza świecka szkoła (obecnie Gimnazjum nr 1 im. Świętego Jana Pawła II). W 1901 roku zbudowano kościół pw. Świętego Dominika w Bierzwiennej Długiej, który konsekrowano trzy lata później.
W latach 1890–1907 mieszkał w Kłodawie Michał Rawita-Witanowski. 

### Lata wojen światowych oraz dwudziestolecie międzywojenne
Kłodawa została wyzwolona przez Polską Organizację Wojskową 9 listopada 1918 roku. Trzy lata później w wyniku pożaru spłonęło 130 budynków mieszkalnych, a dach nad głową straciło 85 rodzin. W 1922 roku oddano do użytku linię kolejową Kutno-Strzałkowo, przebiegającą w odległości 4 km od Kłodawy. Trzy lata później Kłodawa odzyskała prawa miejskie. Najważniejszymi inwestycjami okresu międzywojennego była elektryfikacja miasta i regulacja Rgielewki. W 1936 roku do Bierzwiennej Długiej przybyły Siostry Wspólnej Pracy od Niepokalanej Maryi; do 1940 roku zajmowały się prowadzeniem ochronki dla dzieci, zamkniętej w czasie wojny przez Niemców. Od 1938 roku miasto administracyjnie przyłączono do województwa poznańskiego. We wrześniu 1939 roku w dworku w pobliskiej wsi Leszcze przebywał oddział Armii Poznań z generałem, Tadeuszem Kutrzebą, oczekujący na spotkanie z generałem Bortnowskim. Do spotkania nie doszło, obaj panowie spotkali się wkrótce w Mchówku. W Leszczach zapadła decyzja o zorganizowaniu bitwy nad Bzurą. W kwietniu 1940 roku wykonano egzekucję w Katyniu, w którym śmierć ponieśli również Kłodawiacy. W okresie okupacji niemieckiej Niemcy wprowadzili nową nazwę miasta, Tonningen (w latach 1940–1945) oraz utworzyli getto żydowskie. W 1941 roku w obozie zagłady, Kulmhof w Chełmnie nad Nerem Niemcy zamordowali ponad 1500 kłodawskich Żydów. W 1943 roku w Dachau zamordowano proboszcza parafii w Kłodawie, księdza Teofila Choynowskiego. 19 stycznia 1945 roku do Kłodawy wkroczyła Armia Czerwona.

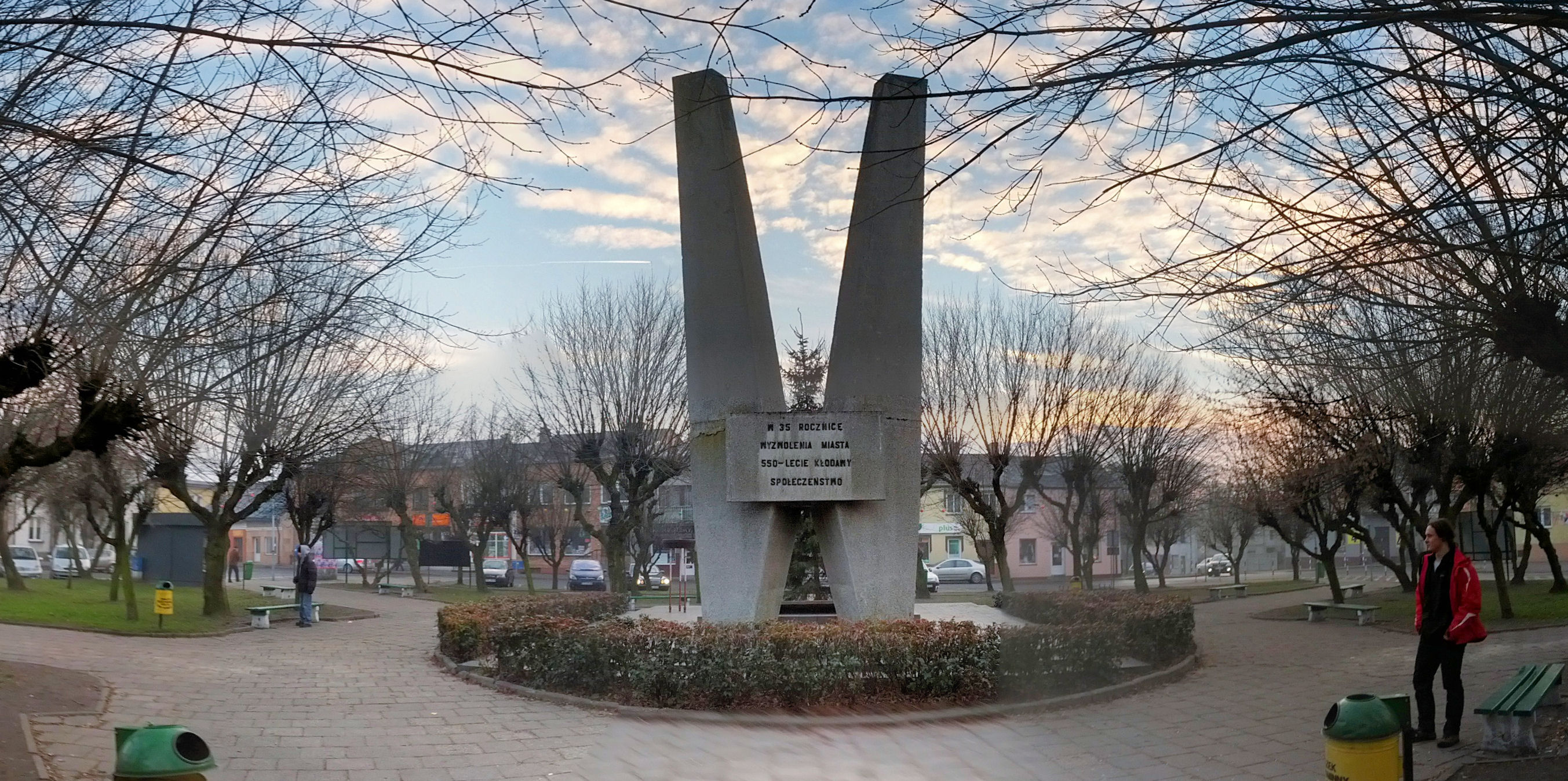
Pomnik Poległych na rynku w centrum miasta

### Okres powojenny i historia współczesna

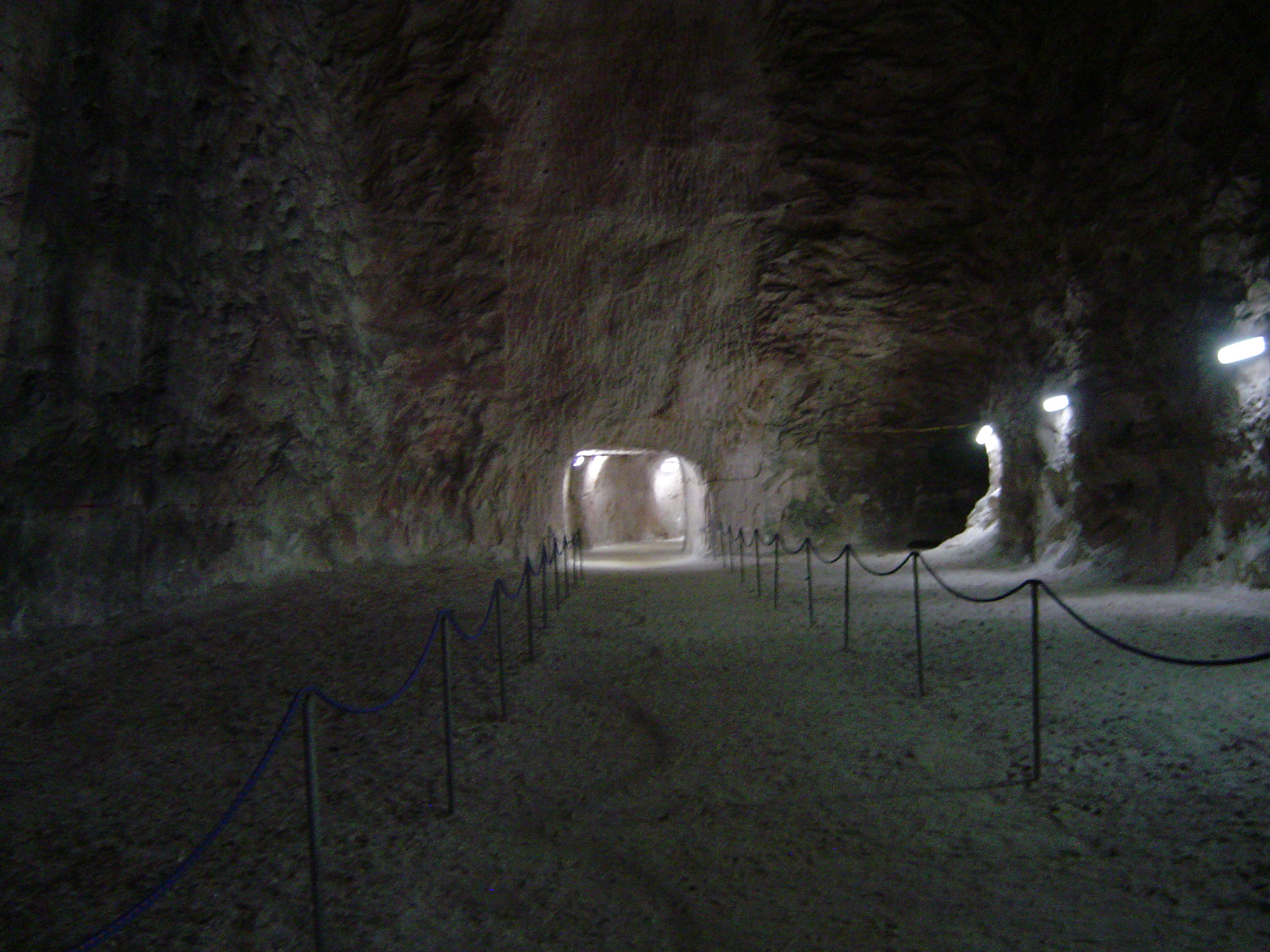
Podziemna trasa turystyczna w Kłodawie

W latach 1945–1949 do Kłodawy przybywały Siostry Wspólnej Pracy od Niepokalanej Maryi. Rok później otwarto tu pierwszą miejską bibliotekę „Wiedza”. W 1949 roku rozpoczęto budowę kopalni soli, a w 1956 roku rozpoczęto eksploatację. Siostry doprowadziły do wybudowania w 1975 roku ich własnego domu przy ulicy Toruńskiej. W tym samym roku w wyniku reformy administracyjnej Kłodawa zostaje włączona w skład województwa konińskiego.
W okresie PRL-u w Kłodawie powstało wiele nowych obiektów, w tym: osiedle mieszkaniowe, Dom Górnika, kino, szkoła podstawowa, przedszkole, przetwórnia owocowo-warzywna Wielkopolskich Zakładów Przemysłu Owocowo-Warzywnego, cegielnia i Spółdzielnia Kółek Rolniczych. 
W latach 1954–1969 w granicach miasta znajdowała się miejscowość Kłodawa-Folwark.
27 maja 1990 roku odbyły się pierwsze w mieście wybory na burmistrza (został nim Józef Chudy). W 1991 roku zmieniono nazwy wielu ulic, m.in. z Armii Czerwonej na Świętego Ducha. 23 kwietnia 1997 roku na Placu Wolności wybuchł pożar, który strawił kamienicę mieszkalną oraz budynek Poczty Polskiej. 11 października 1998 roku przeprowadzono w gminie wybory samorządowe i w ich efekcie burmistrzem miasta został Zdzisław Domański. Funkcję tę pełnił nieprzerwanie przez trzy kadencje, do jesieni 2006 roku. Wtedy to burmistrzem ponownie wybrano, Józefa Chudego. W 2011 roku ukończona została renowacja drogi na ulicy Przedeckiej i remont zabytkowego kościoła pod wezwaniem Wniebowzięcia Najświętszej Marii Panny.
20 kwietnia 2007 roku w Kłodawie pobity został rekord Guinnessa. W podziemnej trasie turystycznej odbył się koncert Filharmonii Kaliskiej - jeszcze nigdy filharmonia nie zagrała tak głęboko pod ziemią. Gwiazdą koncertu został znakomity skrzypek rosyjski Dmitry Wasiliev.
W 2012 roku w mieście i gminie odbyła się gruntowna reorganizacja oświaty. Zamknięto większość szkół (w tym istniejącą od stu piętnastu lat Szkołę Podstawową Nr 1, powołując do życia na jej miejsce Gimnazjum Nr 1 w Kłodawie). Otwarto również Szkołę Podstawową Nr 2 (na miejscu dawnego Zespołu Szkół Nr 2). Szkołę Podstawową w Bierzwiennej Długiej i Gimnazjum w Rysinach połączono w Zespół Szkół Nr 3 w Rysinach Kolonii. Przeprowadzone zmiany doprowadziły do zorganizowania dnia 2 września 2012 roku referendum w sprawie odwołania burmistrza Józefa Chudego i rady miejskiej. Decyzją mieszkańców burmistrz został odwołany ze swojego stanowiska w drugim roku kadencji, a obowiązki włodarza zaczął pełnić Robert Olejniczak.
Dnia 7 września 2012 roku wybuchł pożar w kopalni soli.
25 listopada 2014 roku odbyła się pierwsza tura przedterminowych wyborów na stanowisko burmistrza miasta i gminy, w których o reelekcję ubiegał się Józef Chudy. Najwięcej głosów otrzymali Robert Olejniczak i Włodzimierz Sarnociński. 9 grudnia, w drugiej turze głosowania, na stanowisko wybrany został Robert Olejniczak.
30 listopada 2014 roku, w drugiej turze wyborów samorządowych, burmistrzem na kolejną kadencję wybrany został Robert Olejniczak, zdobywając 2461 głosów.
15 marca 2015 roku wizytę w Kłodawie złożył prezydent Polski, Bronisław Komorowski.
14 października 2015 roku oddany został do użytku nowy komisariat policji. Nowoczesny obiekt powstał w oparciu o wysokie standardy techniczne i funkcjonalne. Budowa komisariatu została sfinansowana za pieniądze pochodzące z Programu Standaryzacji Komend i Komisariatów Policji. Finansowe wsparcie zostało także udzielone przez miejscowe samorządy.15 lutego 2017, około godziny 21:35, w holu budynku komisariatu doszło do wybuchu ładunku wybuchowego domowej konstrukcji. W zdarzeniu nikt nie został poszkodowany. 2 marca 2018 prokuratura w Poznaniu umorzyła śledztwo w tej sprawie, nie wskazując winnego.
Wskutek ogólnopolskiej reformy oświaty, którą rozpoczęto 1 września 2017 roku, przestało istnieć Gimnazjum nr 1, a szkołę przemianowano na Szkołę Podstawową nr 1 im. Świętego Jana Pawła II i otwarto tam nabór do klas szkoły podstawowej.
27 sierpnia 2018 roku ze względu na stan zdrowia wygaszono mandat burmistrza Olejniczaka i wyznaczono komisarza.
4 listopada 2018 roku w drugiej turze wyborów samorządowych burmistrzem miasta został wybrany Piotr Michalak.
26 marca 2019 roku mieszkanka Kłodawy Aneta Niestrawska została powołana przez premiera Mateusza Morawieckiego na stanowisko wicewojewody wielkopolskiego.
W czerwcu 2022 oddano do użytku wyremontowany w latach 2021-2022 budynek kłodawskiego ratusza. Obecnie mieści się tam siedziba Urzędu Stanu Cywilnego, Wydziału Spraw Obywatelskich oraz sala ślubów
W sierpniu 2023 rozpoczęto rewitalizację centrum miasta. 
8 kwietnia 2024 w wyborach samorządowych na stanowisko burmistrza miasta i gminy ponownie wybrano Piotra Michalaka.

## Demografia

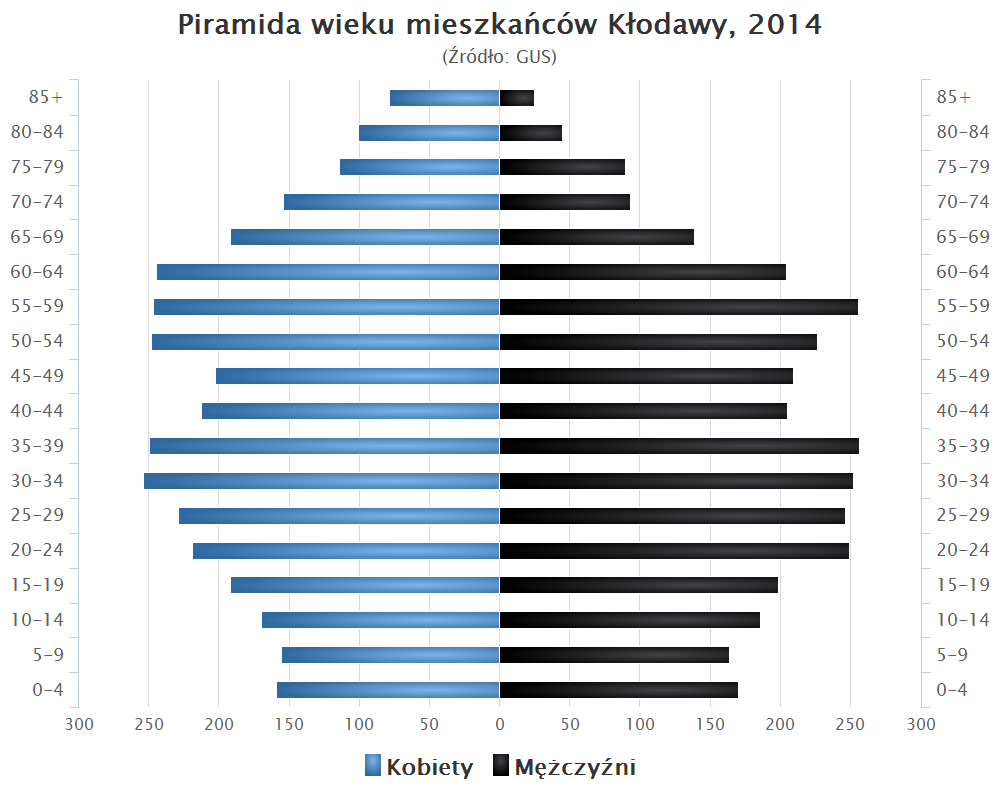
Piramida wieku mieszkańców Kłodawy w 2014 roku

## Zabytki

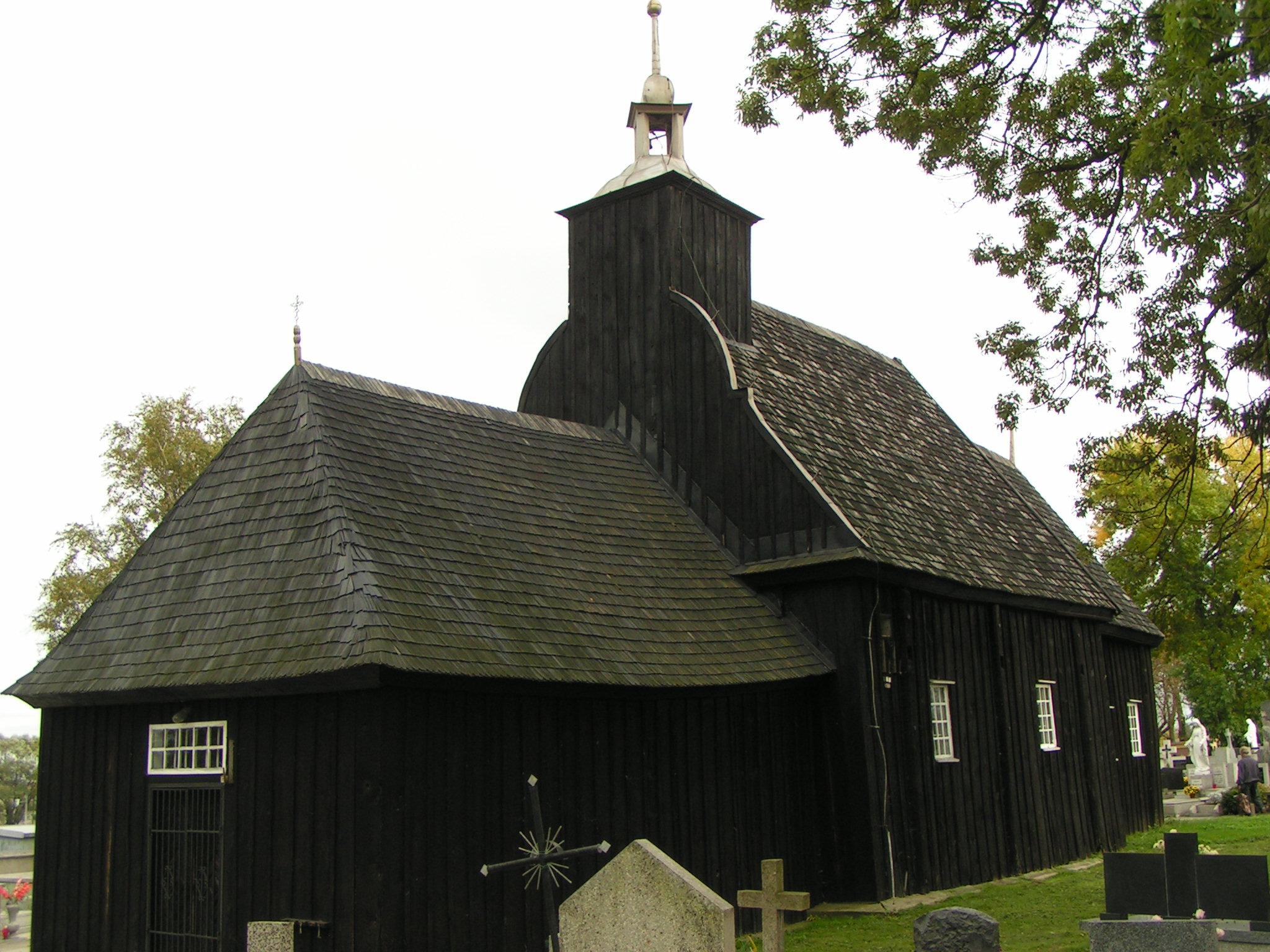
Kościół świętych Fabiana i Sebastiana na cmentarzu

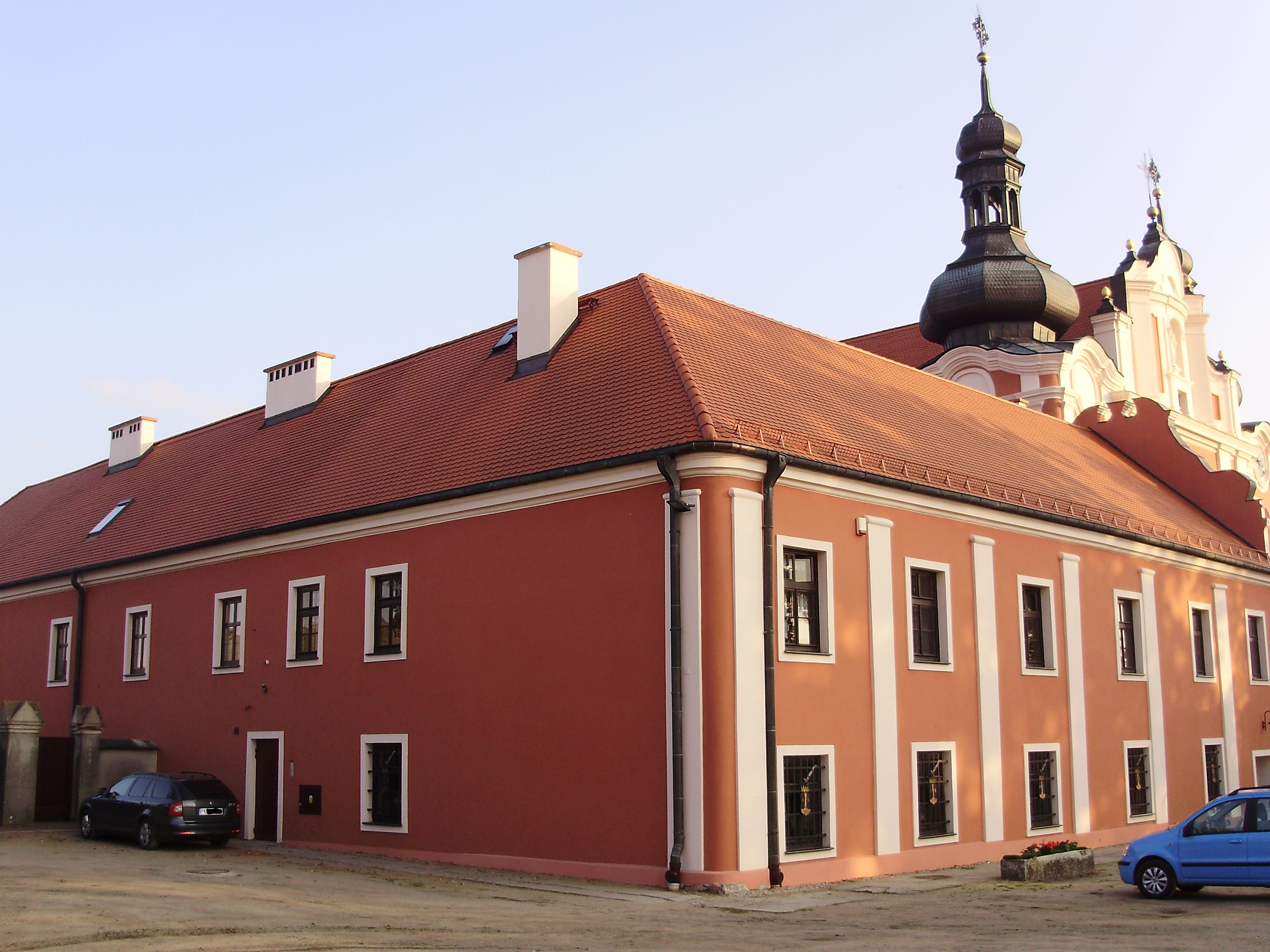
Dawny klasztor karmelitów trzewiczkowych

- Kopalnia Soli Kłodawa – posiada najgłębszą na świecie podziemną trasę turystyczną - znajduje się ona na poziomie 600 metrów pod ziemią[28]. W kopalni wydobywana jest m.in. bardzo rzadka odmiana soli - sól różowa[potrzebny przypis].  Kopalnia Soli Kłodawa została wpisana do rejestru zabytków w 2007 r.

- Kościół pw. Wniebowzięcia Najświętszej Marii Panny – obecnie kościół parafialny. Wybudowany w XVIII wieku (ukończony w 1755 roku) w stylu późnobarokowym, wnętrze rokokowe. Znajduje się tam ambona w kształcie łodzi oraz kielich z 1707 roku. W roku 2011 przeszedł generalny remont.

- Drewniany kościół cmentarny pw. Świętych Fabiana i Sebastiana – zbudowany w 1557 roku. W latach 1847–1878 pełnił funkcję kościoła parafialnego. Konsekrowany pw. Bożego Ciała, a kapłanów w nim pracujących nazywano Bożeciałkami.
- Kolegiata Świętego Idziego – znajdowała się na placu przy skrzyżowaniu obecnej ulicy Poznańskiej i Dąbskiej. Nakazał wybudować ją Władysław Herman z wdzięczności za narodziny swojego syna. Zajmowali się nią kanonicy laterańscy regularni. Wokół znajdował się cmentarz. Została rozebrana, a cegieł użyto do budowy Ratusza Miejskiego.
- Drewniana dzwonnica na cmentarzu parafialnym – przeniesiona w to miejsce z placu, na którym znajdowała się kolegiata Świętego Idziego.

- Ratusz Miejski – zbudowany w 1819 roku w stylu klasycystycznym z cegieł rozebranej kolegiaty Świętego Idziego. Do jesieni 2015 roku siedziba Komisariatu Policji.
- Szkoła klasztorna z XVIII wieku – początkowo pod administracją kościelną, obecnie Zespół Szkół nr 1.

## Cmentarze i miejsca pamięci narodowej
Cmentarze

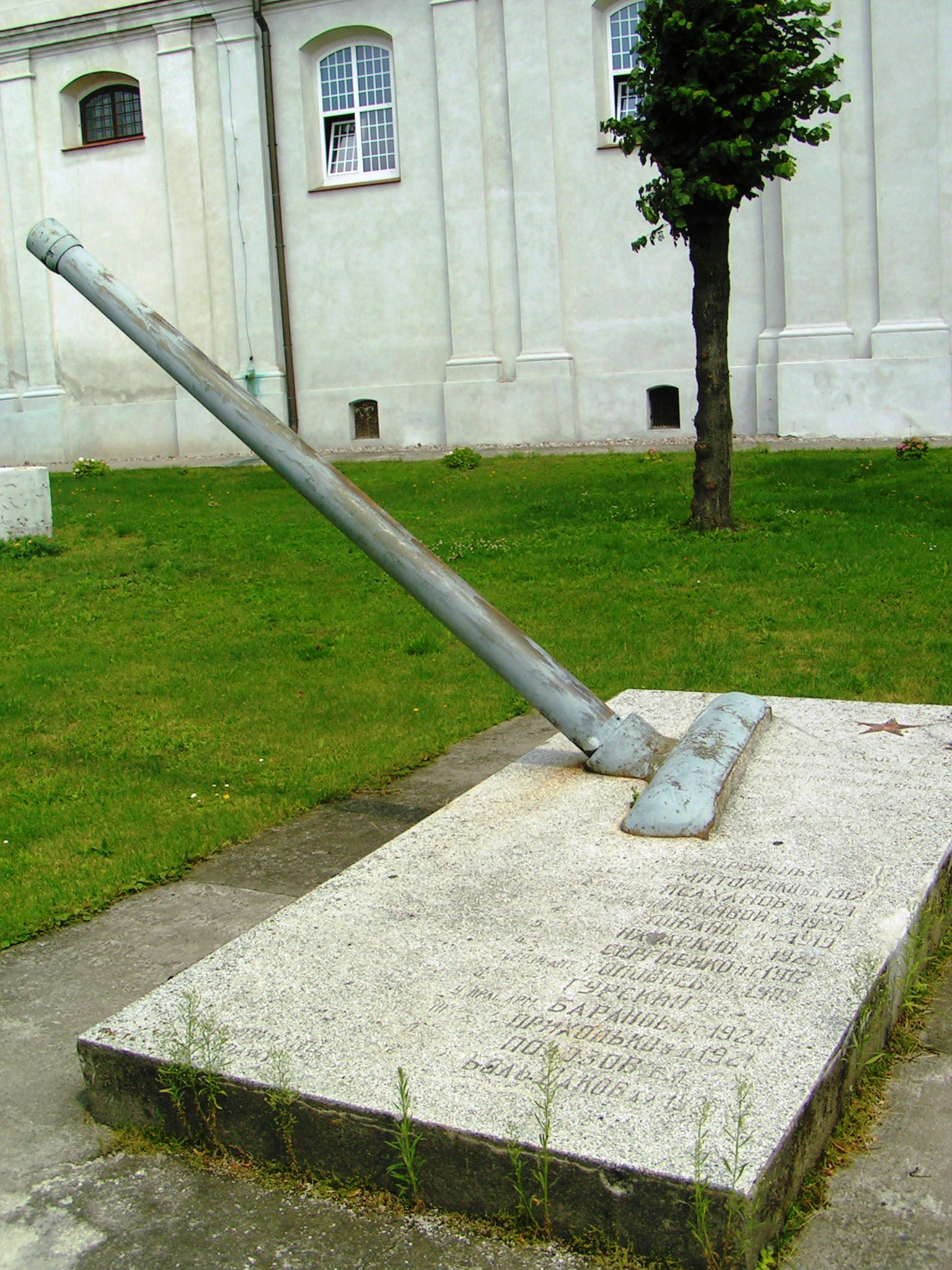
Pomnik żołnierzy radzieckich

- Cmentarz parafialny – początkowo położony był przy kolegiacie świętego Idziego. W latach 1420–1810 opiekowali się nim zakonnicy, pracujący w parafii. Jako miejsce pochówku został użyty dopiero w XVIII wieku.
- Cmentarz ewangelicki - położony około 100m od skrzyżowania ul.Cegielnianej i Toruńskiej w kierunku Bierzwienna Długa-Kolonia. Znajdują się na nim między innymi: kwatery żołnierzy niemieckich poległych podczas I wojny światowej, grobowiec rodziny Woltersdorf.
- Nieczynny cmentarz żydowski – znajdował się w dawnej dzielnicy Kłodawy – Dziadowicach (obecnie ulica Łęczycka). W latach II wojny światowej doszczętnie zniszczony przez Niemców. Nagrobki zostały przez nich użyte jako płyty chodnikowe. Uratowane przez mieszkańców tablice znajdują się w pracowni historycznej Szkoły Podstawowej nr 2 im. Białych Górników w Kłodawie

Miejsca pamięci narodowej
- Pomnik pułkownika Józefa Byszewskiego (znajduje się przy kościele parafialnym).
- Mogiła żołnierzy Wągrowieckiego Batalionu Obrony Narodowej (na cmentarzu parafialnym).
- Tablica na cmentarzu parafialnym, upamiętniająca śmierć proboszcza ks. Teofila Choynowskiego w Dachau.
- Pomnik na Placu Wolności upamiętniający żołnierzy poległych w walce w czasie II wojny światowej.
- Pomnik przy kościele parafialnym, upamiętniający śmierć żołnierzy Armii Radzieckiej. Przy pomniku osadzona jest lufa czołgu trafionego granatem przez Niemca, Hermanna Kanta.
- W kaplicy św. Kingi w kopalni soli znajduje się tablica, poświęcona górnikom, którzy zginęli w czasie pracy i budowniczym kopalni, którzy zginęli podczas jej budowy.

Znane osoby pochowane na cmentarzu parafialnym w Kłodawie
- Roch Szurgociński (uczestnik powstania styczniowego)
- Leopold Płaczkiewicz (uczestnik powstania styczniowego)
- Adam Rustejko-Pieńkiewicz (poeta)
- Stanisław Markowski (łącznik Armii Krajowej)
- Józef Ochędalski (VI baon I Brygada Legionów Polskich)

## Edukacja
- Szkoła Podstawowa nr 1 im. Świętego Jana Pawła II w Kłodawie przy ulicy Kościelnej – najstarsza w mieście placówka edukacyjna w obecnej formie istniejąca od 2017 roku[29]. Powstała w 1897 roku jako Publiczna Szkoła Elementarna; w 1919 jej nazwę zmieniono na Publiczna Szkoła Powszechna, a naukę prowadzono w czterech klasach. W 1921 powołano siedmioklasową Publiczną Szkołę Powszechną. W okresie II wojny światowej nie prowadzono zajęć edukacyjnych w szkole; w jej budynku znajdował się szpital i koszary. Jej działalność wznowiono w 1945, a w latach pięćdziesiątych ustanowiono Szkołę Podstawową Nr 1 (w odróżnieniu od powstałej w południowej części miasta drugiej szkoły podstawowej). W 1997 obchodzono stulecie istnienia placówki. W 1999, wskutek reformy edukacyjnej, utworzono Zespół Szkół Nr 1 w Kłodawie, składający się z sześcioletniej szkoły podstawowej i trzyletniego gimnazjum. Od marca 2012 w budynku funkcjonuje Gimnazjum Nr 1 w Kłodawie, które 29 sierpnia 2014 otrzymało imię Świętego Jana Pawła II. Szkoła zlokalizowana jest w centrum miasta, tuż przy kościele parafialnym. Funkcję dyrektora placówki pełnili: Edward Kubicki, Janina Gierszówna (od ok. 1913 do 1921), Henryk Zwański (od 1921 do 1923), Alfons Sternent (od 1923 do 1924), Stanisław Postek (od 1924 do 1927), Zenon Koradakowski (od 1927 do 1931), Władysław Grabski (od 1931 do 1937), Michalina Remieszko (od 1937 do 1965), Tadeusz Lankiewicz (od 1965 do 1968), Jan Pietrusiak (od 1968 do 1986), Janina Roszkiewicz (od 1986 do 2007), Beata Kołuda (od 2007).
- Przedszkole nr 1 im. Jana Brzechwy w Kłodawie – przedszkole utworzone w 1931 roku z inicjatywy ówczesnego burmistrza Kłodawy, Władysława Zalewskiego. W latach 1950–1967 mieściło się przy ulicy Przedeckiej, potem zostało przeniesione do nowo wybudowanego obiektu na Osiedlu Górniczym, gdzie znajduje się obecnie.
- Zespół Szkół Ponadgimnazjalnych im. Marii Dąbrowskiej w Kłodawie przy ulicy Adama Mickiewicza – jedyna szkoła ponadgimnazjalna na terenie miasta, w obecnej formie istniejąca od 2002 roku. W jej skład wchodzi liceum ogólnokształcące, technikum, zasadnicza szkoła zawodowa i liceum dla pracujących. Budowę szkoły rozpoczęto w 1938 roku w zachodniej części miasta z inicjatywy Michaliny Remieszko[30], ponieważ w dotychczasowej podstawówce brakowało miejsca dla wszystkich uczniów. Prace przerwał wybuch II wojny światowej; wznowiono je w 1949, a oddano do użytku w 1952. W 1953 Ministerstwo Oświaty wyraziło zgodę, by w Kłodawie otworzyć liceum ogólnokształcące. Pierwsi uczniowie w liczbie 39 osób podjęli naukę we wrześniu tego samego roku. W 1955, po reformie oświaty, placówkę nazwano: Szkoła Podstawowa i Liceum Ogólnokształcące w Kłodawie (tzw. „Jedenastolatka”). Pierwsi maturzyści złożyli egzaminy w 1957. W 1966, w efekcie wybudowania w mieście kolejnej szkoły podstawowej, placówka przyjęła nazwę Liceum Ogólnokształcące w Kłodawie. W latach 1937–1983 nazywana była Zbiorczą Szkołą Gminną. We wrześniu 1996 połączono miejską szkołę zawodową z liceum ogólnokształcącym i utworzono Zespół Szkół Ponadpodstawowych. W 2002 powołano Zespół Szkół Ponadgimnazjalnych. Stanowisko dyrektora szkoły zajmwali: Jerzy Rybicki (od 1953), Jan Grzegorzewicz (od 1973 do 1984), Roman Kopczyński (od 1990 do 1996), dr Barbara Gańczyk (od 1996), Jerzy Markowski (od 2001)[31].
- Szkoła Podstawowa nr 2 im. Białych Górników w Kłodawie przy ulicy 3 Maja – jedyna na szkoła podstawowa na terenie miasta, w obecnej formie istniejąca od 2012 roku. Powstała 1 września 1965 roku jako druga szkoła podstawowa w Kłodawie[32], a jej patronem został Aleksander Zawadzki (zrezygnowano z patrona 28 lutego 1991). W latach 1974–1984 wchodziła w skład Zbiorczej Szkoły Gminnej. Po reformie w 1999 utworzono Zespół Szkół nr 2 w Kłodawie, składający się ze szkoły podstawowej i gimnazjum; następnie po zmianach w gminie w 2012 zlikwidowano gimnazjum i powrócono do nazwy Szkoła Podstawowa nr 2, dodając imię Białych Górników. Funkcję dyrektorów szkoły pełnili[33]: Walenty Mieleszczuk, Jan Grzegorzewicz, Leon Jarząbkowski, Jan Mikołajczyk, Ewa Nowak, Cecylia Karoń i Jolanta Szadkowska (od 2009)[34].
- Przedszkole nr 2 w Kłodawie przy ulicy Juliana Tuwima – przedszkole istniejące od 1988 do 2000 roku, utworzone na potrzeby mieszkańców starej części miasta. Budynek posiadał własną pralnię, gabinet lekarski, sale lekcyjne i plac zabaw. Dyrektorem przedszkola była Urszula Kołodziejska. Placówka zlikwidowana została w 2000 roku, a budynek zagospodarowano na potrzeby Szkoły Podstawowej nr 1. W 2015 w miejscu starego przedszkola oddano do użytku nowoczesny komisariat policji.
- Punkt Przedszkolny „Poziomka” przy ulicy Toruńskiej[35] – prywatny punkt przedszkolny istniejący od 2012 roku w starszej części miasta; stanowi alternatywę dla dzieci, które nie zostały przyjęte do przedszkola publicznego; do punktu przyjmowane są dzieci od drugiego roku życia. Właścicielami placówki są Patrycja Turowska i Martyna Majerczyk.

## Sport i rekreacja
W mieście działa klub sportowy Górnik Kłodawa, którego sekcja piłkarska w sezonie 2015/2016 występuje w konińskiej klasie okręgowej. Przy szkołach znajdują się Szkolne Koła Sportowe lub Szkolne Kluby Sportowe.
Obiekty sportowe w Kłodawie:
- „Orlik” (boisko sportowe wraz z kortem tenisowym i koszami)
- Boisko szkolne przy Gimnazjum Nr 1 (nawierzchnia trawiasta i betonowa, bieżnia, piaszczysta skocznia)
- Stadion Miejski (nawierzchnia trawiasta, bieżnia)
- Hala sportowa przy Gimnazjum Nr 1
- Hala sportowa przy ZSP
- Sala Gimnastyczna przy Szkole Podstawowej Nr 2
- Boisko szkolne przy Szkole Podstawowej Nr 2 (sztuczna nawierzchnia, kosze)
- Park Górnika (bieżnia do joggingu)
- Siłownie miejskie (przy OSP Kłodawa, przy Szkole Podstawowej Nr 2)

## Gospodarka

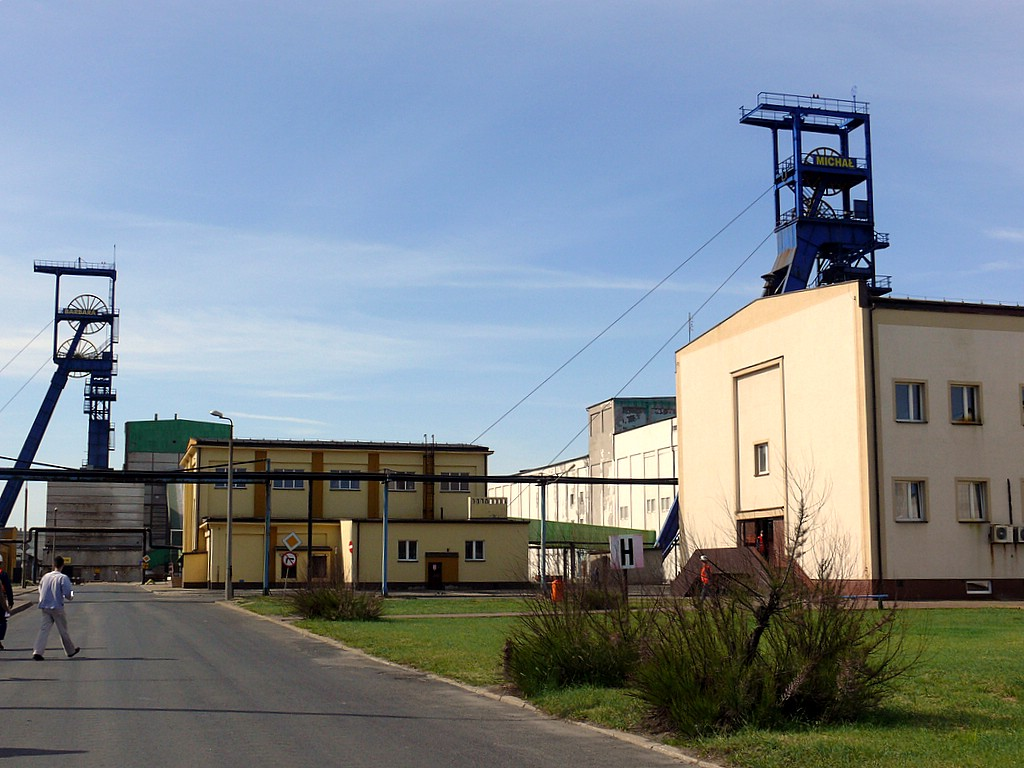
Kopalnia soli

Niegdyś miasto rozwijało się głównie dzięki Kopalni soli „Kłodawa”, przy której osiedlało się coraz więcej mieszkańców. Cztery kilometry na południe od miasta biegnie międzynarodowa Linia kolejowa E 20 Berlin – Poznań – Warszawa – Moskwa. Krzyżują się tu ważne szlaki komunikacyjne, m.in. droga krajowa nr 92 z rozjazdami w kierunku Dąbia, Izbicy i Przedcza. Najważniejsze ulice miasta to: Warszawska, kard. Stefana Wyszyńskiego, Plac Wolności, Kolska, Bierzwieńska, Dąbska i Przedecka i ul. Bohaterów września.

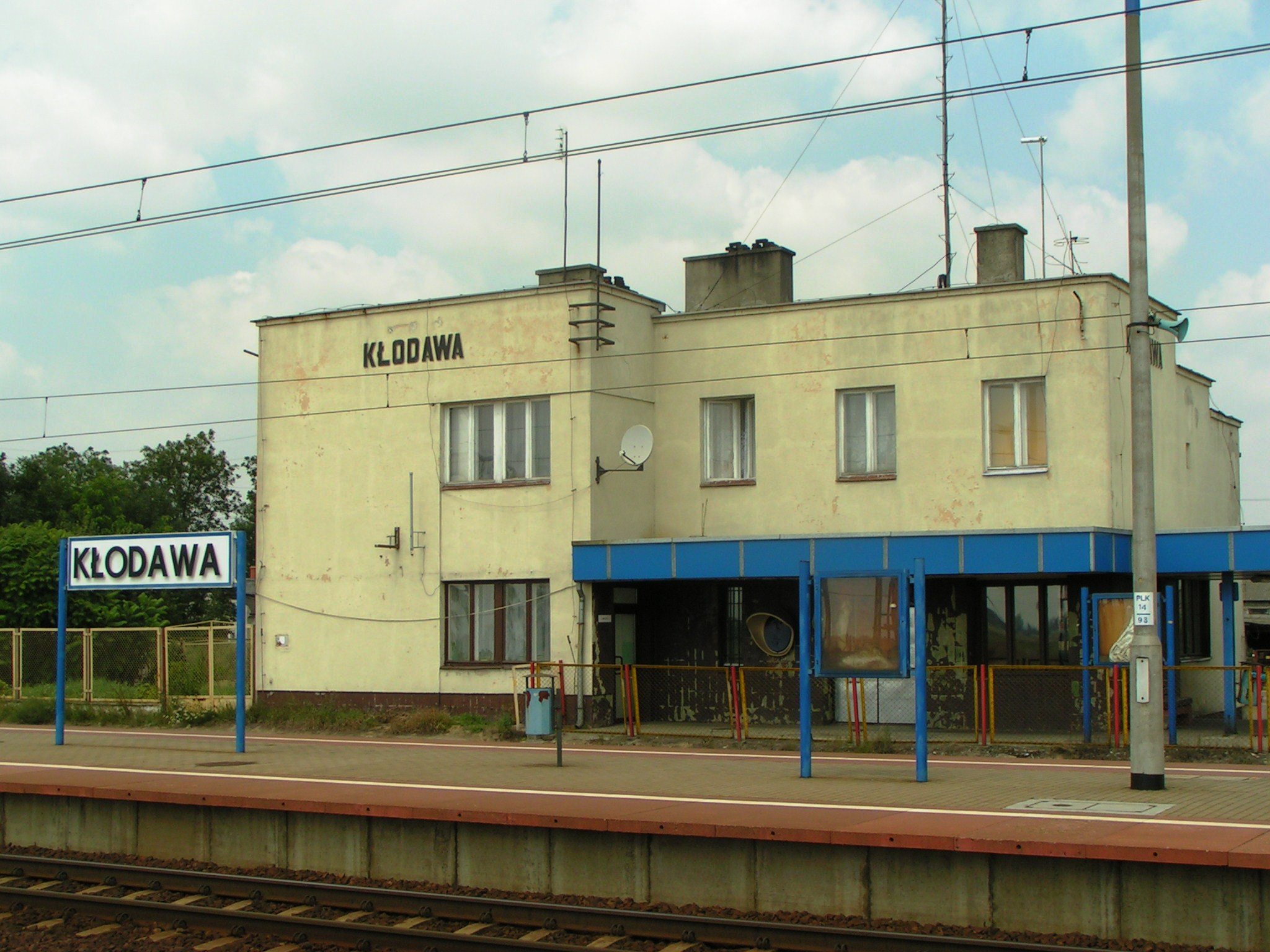
Dworzec kolejowy

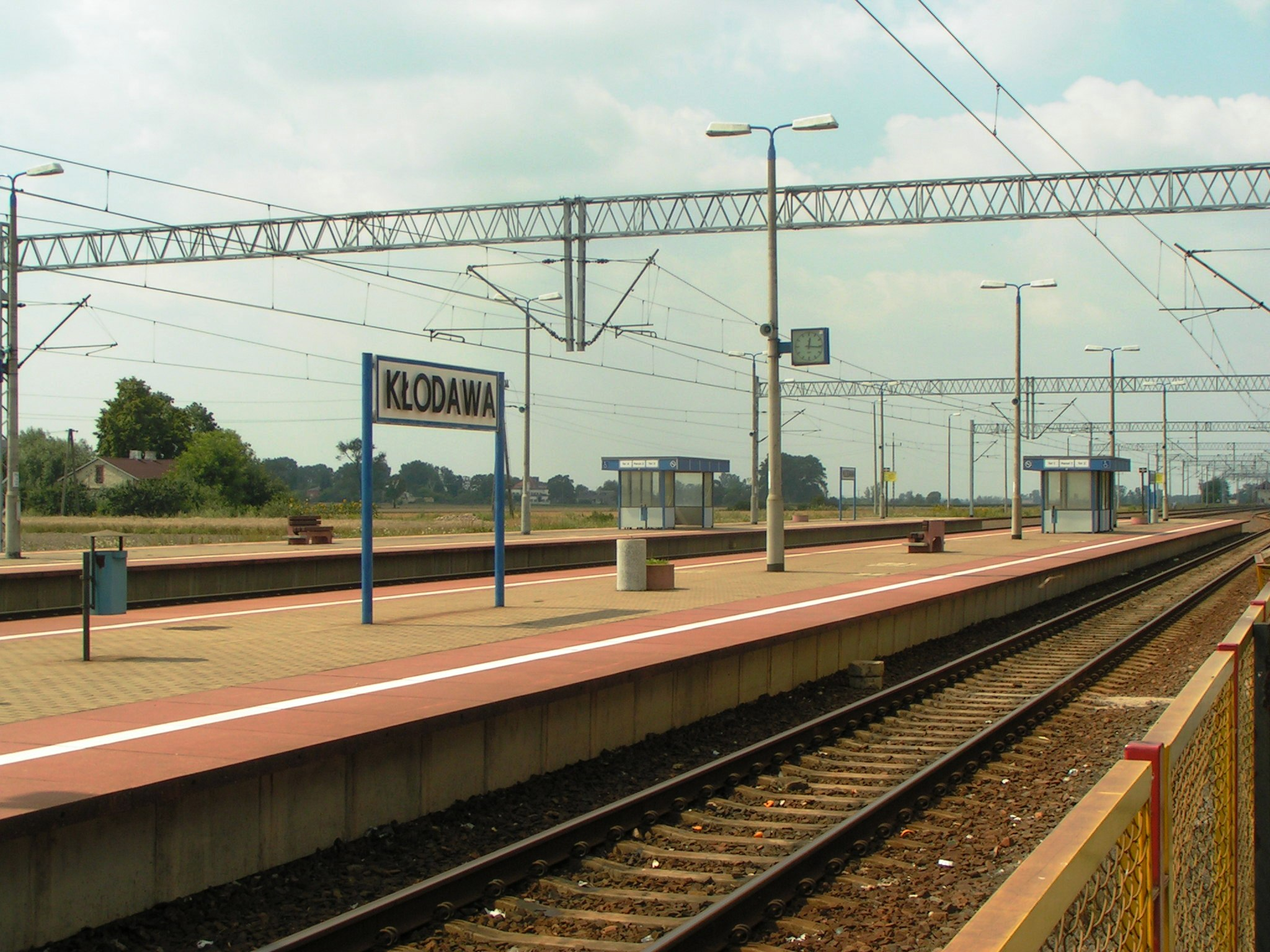
Perony

## Władze miasta

### Burmistrzowie miasta
| Od   | Do    | Burmistrz miasta                    |
| ?    | 1927  | Stanisław Paluszewski               |
| 1927 | 1930  | Saturnin Czerniewicz                |
| 1930 | 1931  | Stanisław Binkowski                 |
| 1931 | 1935  | Władysław Zalewski                  |
| 1935 | 1939  | Franciszek Kaczmarek                |
| 1939 | 1945  | brak stanowiska (II wojna światowa) |
| 1945 | 1945  | Józef Michalak                      |
| 1945 | 1945  | Kazimierz Ebel                      |
| 1945 | 1946  | Jan Paluszewski                     |
| 1946 | 1946  | Jan Kurowski                        |
| 1946 | 1948  | Stanisław Binkowski                 |
| 1948 | 1950  | Tadeusz Nowicki                     |
| 1950 | 1990  | stanowisko zniesione                |
| 1990 | 1994  | Józef Chudy                         |
| 1994 | 2006  | Zdzisław Domański                   |
| 2006 | 2012  | Józef Chudy                         |
| 2012 | 2018  | Robert Olejniczak                   |
| 2018 | nadal | Piotr Michalak                      |

### Przewodniczący Rady Miejskiej
Przewodniczący Prezydium Miejskiej Rady Narodowej
| Od   | Do   | Przewodniczący rady   |
| 1950 |      | Tadeusz Nowicki       |
|      |      | Władysław Banakiewicz |
|      |      | Władysław Korczak     |
|      |      | Wacław Witczak        |
|      |      | Jan Ryśkiewicz        |
|      | 1972 | Wacław Pokrywczyński  |

Przewodniczący Rady Miasta i Gminy
| Od   | Do    | Przewodniczący rady |
| 1973 | ?     | Czesław Kukawka     |
|      |       | Roman Krawczyk      |
|      |       | Wiktor Mejer        |
|      | 1990  | Andrzej Walczak     |
| 1990 | 1994  | Wacław Kurpik       |
| 1994 | 2002  | Antoni Sikorski     |
| 2002 | 2006  | Tadeusz Łojewski    |
| 2006 | 2011  | Jadwiga Jaroniewska |
| 2011 | 2014  | Jerzy Cichocki      |
| 2014 | 2018  | Grzegorz Siwiński   |
| 2018 | nadal | Krzysztof Krusiński |

### Naczelnik miasta i gminy
- Ludwik Zalewski (od 1973)
- Stanisław Roszkiewicz
- Józef Dużyński
- Piotr Wajer
- Zdzisław Ferenc
- Tadeusz Łojewski (do 1990)

## Wspólnoty wyznaniowe
- Kościół rzymskokatolicki:

- Parafia Wniebowzięcia Najświętszej Maryi Panny w Kłodawie

- Świadkowie Jehowy:

- zbór Kłodawa (Sala Królestwa ul. Mickiewicza 1)

- Kościół Starokatolicki Mariawitów:

- wierni należą do parafii pw. Przenajświętszego Sakramentu w Kadzidłowej

- Kościół Katolicki Mariawitów:
  - wierni należą do parafii Przenajświętszego Sakramentu w Zieleniewie.